# Dreisbachia slossonae
Dreisbachia slossonae là một loài tò vò trong họ Ichneumonidae.